# British Empire Games 1938
Die British Empire Games 1938 waren die dritte Ausgabe jener Veranstaltung, die heute unter dem Namen Commonwealth Games bekannt ist. Sie fanden vom 5. bis 12. Februar 1938 in der australischen Stadt Sydney statt, abgestimmt auf die Feierlichkeiten zum 150. Jahrestag der Stadtgründung. Australien richtete damit zum ersten Mal sehr große internationale Meisterschaften aus. Ursprünglich war vorgesehen, die Veranstaltung in Südafrika durchzuführen, da dort aber eine strikte Rassentrennung praktiziert wurde und schwarze Sportler (z. B. aus Kanada) nicht hätten starten dürfen, wurden die Spiele nach Australien verlegt.
Ausgetragen wurden 71 Wettbewerbe in den Sportarten Bowls, Boxen, Leichtathletik, Radfahren, Ringen, Rudern und Schwimmen (inkl. Wasserspringen). Es nahmen 464 Sportler aus 15 Ländern teil. Wettkampforte waren Sydney Cricket Ground, Sydney Sports Ground, North Sydney Pool und Henson Park.
Unbestrittener Star der Veranstaltung war die Australierin Decima Norman, die fünf Goldmedaillen in Leichtathletikdisziplinen gewann.

## Teilnehmende Länder

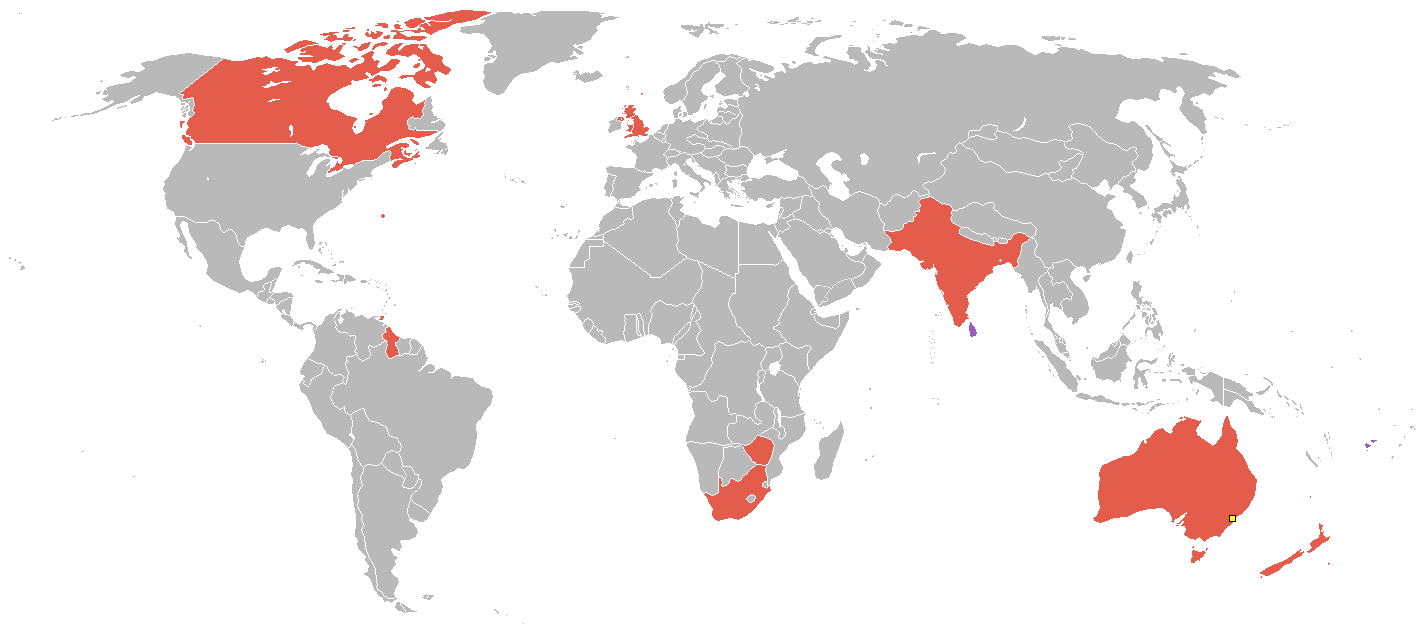
Teilnehmende Länder (violett: erstmalige Teilnahme)

- Australien
- Bermuda
- Britisch-Guayana
- Ceylon
- England
- Fidschi
- Britisch-Indien
- Kanada
- Neuseeland
- Nordirland
- Schottland
- Südafrikanische Union
- Südrhodesien
- Trinidad und Tobago
- Wales

## Ergebnisse
- Bowls
- Boxen
- Leichtathletik
- Radsport
- Ringen
- Rudern
- Schwimmen
- Wasserspringen

## Medaillenspiegel
| Platz | Land                  | Gold | Silber | Bronze | Gesamt |
| ----- | --------------------- | ---- | ------ | ------ | ------ |
| 1     | Australien            | 25   | 19     | 22     | 66     |
| 2     | England               | 15   | 15     | 10     | 40     |
| 3     | Kanada                | 13   | 16     | 15     | 44     |
| 4     | Südafrikanische Union | 10   | 10     | 6      | 26     |
| 5     | Neuseeland            | 5    | 7      | 13     | 25     |
| 6     | Wales                 | 2    | 1      | -      | 3      |
| 7     | Ceylon                | 1    | -      | -      | 1      |
| 8     | Schottland            | -    | 2      | 3      | 5      |
| 9     | Britisch-Guayana      | -    | 1      | -      | 1      |
| 10    | Südrhodesien          | -    | -      | 2      | 2      |